# Hakan Fidan
Hakan Fidan, né le 17 juillet 1968 à Ankara, est un diplomate, ancien militaire, ancien professeur. Le 25 mai 2010, il est désigné par le président turc Erdogan comme directeur du Millî İstihbarat Teşkilatı (services secrets turcs). 
Le 3 juin 2023, il quitte ses fonctions de directeur du MIT pour devenir ministre des Affaires étrangères. 101 ans plus tard, il devient le deuxième homme politique issu d'une carrière militaire après Ismet Inönü à occuper le poste de ministre des affaires étrangères.

## Biographie
Fidan est né en 1968 à Ankara, la capitale turque. Selon certains médias, il est issu du clan kurde Seyitki d'Erciş dans la province de Van,. La clan Seyitki fait partie de la clan Hesenan. L'un de ses neveux, Egîd Zilan, a mené des batailles contre la Turquie en tant que membre du PKK. En 1986, il sort diplômé de l'académie militaire et de l'école militaire des études linguistiques. Il sert ensuite dans la Force de réaction de l'OTAN en Allemagne. Il obtient un baccalauréat universitaire en études politiques et administratives dans l'université du Maryland aux États-Unis. De retour en Turquie, il obtient un doctorat en relations internationales à l'université Bilkent. Entre 2003 et 2007, il est successivement affecté à l'Agence internationale de l'énergie atomique (AIEA), à Vienne, puis à l'Institut des Nations unies pour la recherche et le développement à Genève, avant de rejoindre le Centre de recherches sur l'information et la vérification des technologies de Londres. Enfin, il travaille dans l'agence publique de coopération internationale turque (TİKA), une organisation gouvernementale destinée à accroître l'influence nationale sur les pays en développement, en particulier les pays turciques. En novembre 2007, il entre dans le cabinet du Premier ministre — à l'époque, il s'agit de Recep Tayyip Erdoğan — en tant que sous-secrétaire d'État adjoint.
Par ailleurs, il travaille au sein de différentes organisations : l'Institut des Nations unies pour la recherche sur le désarmement à Genève, encore l'Institut Yunus Emre à Ankara. Il enseigne par ailleurs les relations internationales aux universités Hacettepe et Bilkent.
Le 25 mai 2010, il est nommé sous-secrétaire, c'est-à-dire chef, du Millî İstihbarat Teşkilatı (services secrets turcs). Il démissionne le 7 février 2015 pour se lancer en politique et participer aux élections législatives turques de juin 2015 sous la bannière du parti au pouvoir, le Parti de la justice et du développement (AKP), mais il change d'avis sous la pression de Recep Tayyip Erdoğan ; il est renommé le 9 mars 2015,.
En 2012, Erdoğan déclare que Fidan est « un fonctionnaire très efficace », « il est gardien de mes secrets, le gardien des secrets de l’État ». Fidan est considéré comme « l'un des hommes les plus puissants de Turquie ». Malgré les défaillances de son service, il échappe aux purges suivant la tentative de coup d'État de 2016.

## Controverses

### Négociations avec le PKK
Entre 2009 et 2011, il participe aux négociations secrètes entre la Turquie et le Parti des travailleurs du Kurdistan (PKK), notamment à Oslo. Des enregistrements fuitent sur Internet et créent un scandale dans le pays, puisque Recep Tayyip Erdoğan niait tout contact avec les terroristes mais sera finalement obligé d'avouer, ce qui a pour effet de les capoter. La fuite viendrait de la confrérie de Fethullah Gülen, opposée à toute négociation avec les Kurdes, et le procureur Sadrettin Sarıkaya demande que Fidan et quatre autres agents témoignent de cette affaire. Erdoğan prend leur défense, renvoie le procureur et fait voter une loi qui empêche toute poursuite judiciaire contre les membres du renseignement.

### Vente de renseignements à l'Iran
En 2013, un journaliste du The Washington Post, David Ignatius, accuse Hakan Fidan d'avoir vendu des renseignements sur une dizaine d'agents du Mossad à l'Iran. Ankara a nié ces accusations.

### Manœuvres en Syrie
En 2014, un enregistrement audio fuite, dans lequel on entend Fidan et Ahmet Davutoğlu parler d'une invasion en Syrie. En outre, on entend Fidan dire qu'il suffirait d'y envoyer « quatre hommes pour lancer huit missiles dans un terrain vague [en Turquie] » afin d'avoir un prétexte à l'invasion. Le gouvernement accuse encore une fois Fethullah Gülen d'être à l'origine de la fuite et bloque plusieurs sites dont Twitter et YouTube.
En 2015, le journaliste Can Dündar de Cumhuriyet publie un article qui révèle que les agents de Fidan effectuaient des livraisons d’armes à des groupes islamistes rebelles en Syrie. Il publie notamment des images tournées en 2014 à la frontière syrienne dans lesquelles on voit des camions remplis d'armes. Cette révélation, démentie par le gouvernement, provoque la colère d'Erdoğan qui menace ouvertement Dündar et l'accuse de trahison. Cumhuriyet est depuis régulièrement attaqué par le pouvoir et le journaliste en question, qui s'est exilé en Allemagne, a été condamné à cinq ans et dix mois d'emprisonnement pour divulgation de documents secrets d'État,.

## Galerie

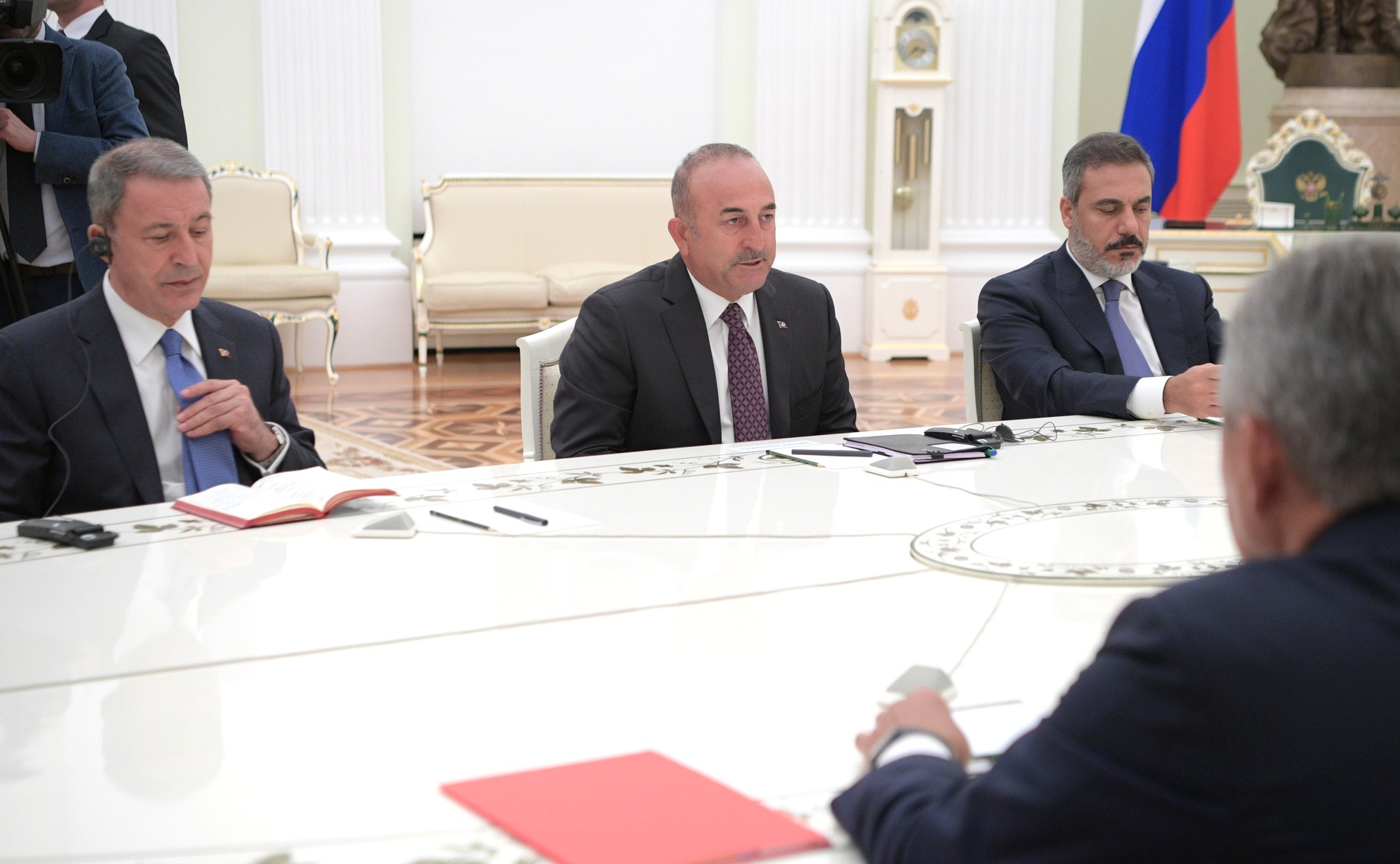
Hakan Fidan en Russie pendant un entretien entre le président russe Vladimir Poutine et Hulusi Akar, Mevlüt Çavuşoğlu.
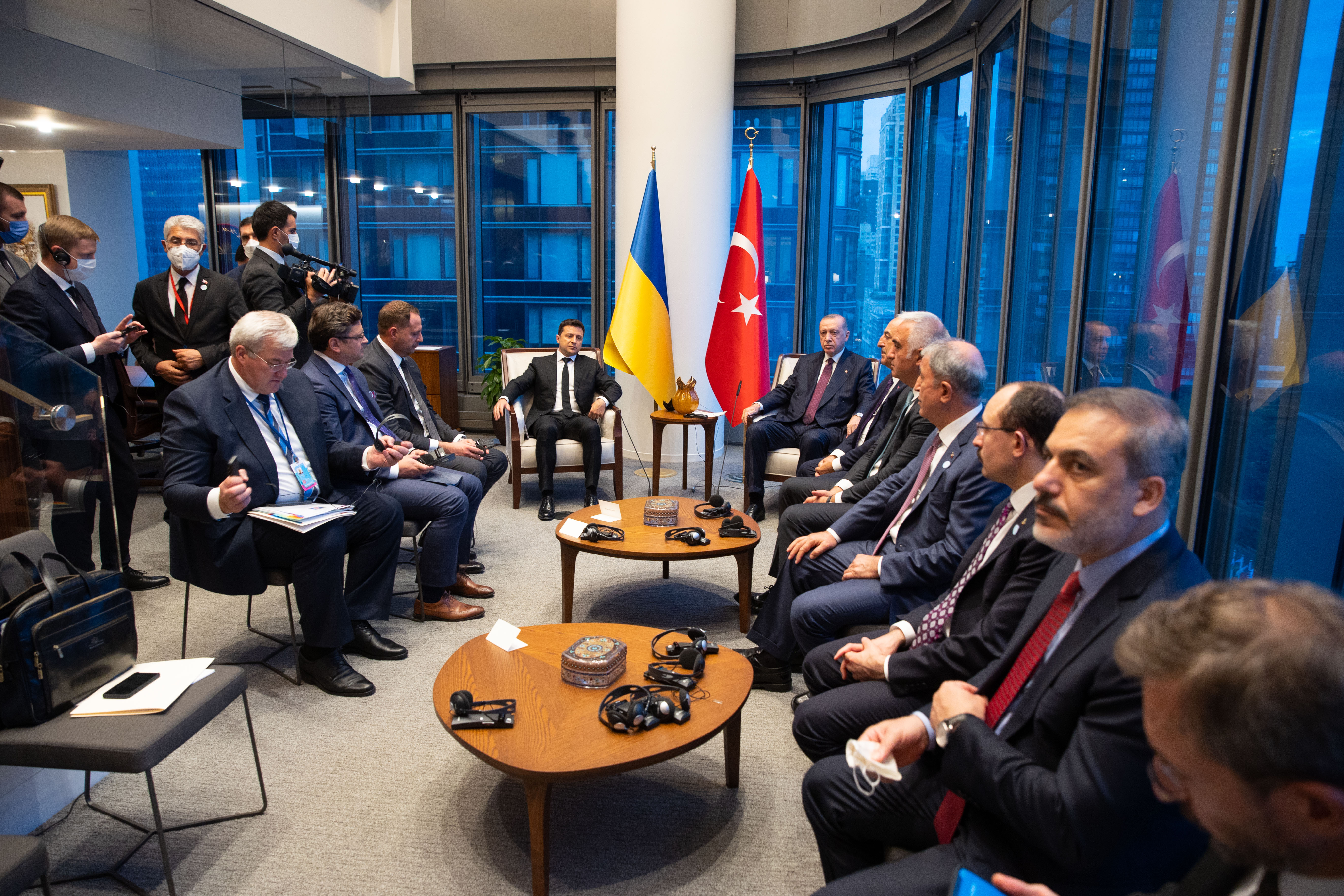
Hakan Fidan durant la rencontre des délégations turc-ukrainien à New York.
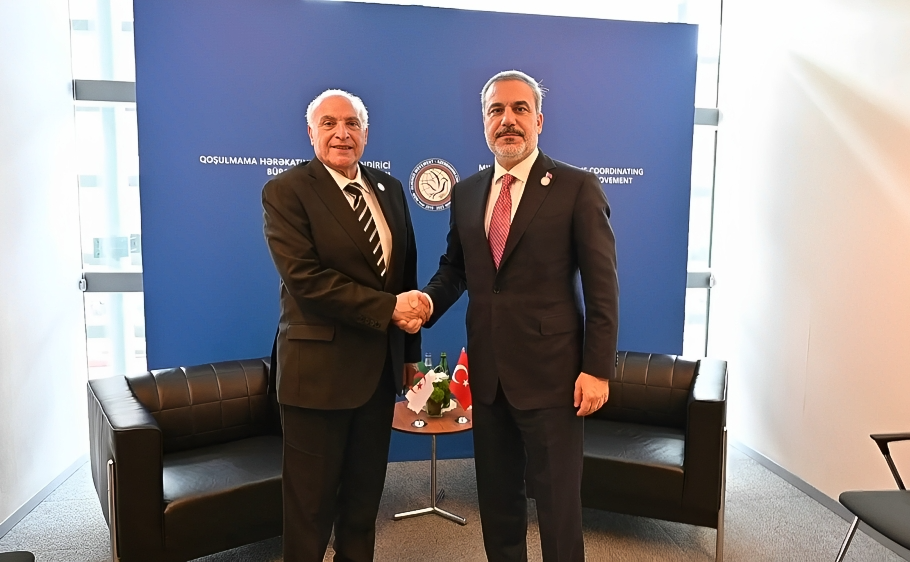
Hakan Fidan avec son homologue algérien Ahmed Attaf en Azerbaïdjan lors de leur participation à la réunion des mouvements des non-alignés en 2023.